# Bjørg Schonhowd Leite
Bjørg Schonhowd Leite (* 24. Dezember 1942) ist eine norwegische Diplomatin, Politikerin und Frauenrechtlerin. Sie bekleidete Schlüsselpositionen sowohl in der Frauenrechtsbewegung als auch im staatlichen Gleichstellungsapparat und im UN-System und war seit 1978 in der Entwicklungshilfeverwaltung und im Auswärtigen Dienst tätig. Sie war Norwegens Botschafterin in mehreren afrikanischen Staaten und Vorstandsmitglied des Entwicklungsfonds der Vereinten Nationen für Frauen.

## Leben
Leite wurde in den Vereinigten Staaten ausgebildet. Danach arbeitete sie für die USAID in Brasilien. In Norwegen war sie Mitglied des Hauptausschusses für das Frauenjahr 1974–1976 und war 1976–1978 Politische Sekretärin (die dritthöchste Position in der Regierung nach Ministern und Staatssekretären) im Ministerium für Verbraucherangelegenheiten und Verwaltung. Es folgten sechs Jahre Tätigkeit in der Direktion für Entwicklungszusammenarbeit (Norad). Von 1976 bis 1977 war sie Vorsitzende der Osloer Abteilung der Norsk Kvinnesaksforening und ab 1978 Mitglied des Landesvorstandes. Sie war ebenfalls Vorsitzende des Frauenausschusses der Osloer Arbeiterpartei, Delegierte bei der UN-Frauenkommission, wurde 1979 von der Regierung als Mitglied des staatlichen Gleichstellungsrates ernannt und war von 1982 bis 1986 Mitglied des internationalen Vorstands des Entwicklungsfonds der Vereinten Nationen für Frauen (UNIFEM).
Von 1984 bis 1988 war sie Direktorin im Ministerium für Entwicklungshilfe und von 1988 bis 1991 Generaldirektorin im selben Ministerium. Sie wurde dann Direktorin der Norad-Planungsabteilung. 1992 wurde sie zur Repräsentantin der Norad in Mosambik ernannt und amtierte auch als Generalkonsulin und chargé d’affaires. Von 1996 bis 2002 war sie Botschafterin in Angola. Von 2004 bis 2006 war sie erneut Direktorin in der Norad. Von 2006 bis 2010 war sie Botschafterin in Uganda, Ruanda und Burundi.